# سامية عبد الرحيم ميمني
سامية عبد الرحيم ميمني (مواليد 1955، 20 أكتوبر 1997)، هي أستاذة جامعية ومُخترعة وطبيبة وجَراحَة أعصاب سعودية، وهي أول جَرّاحَة سعودية تتخصص في مجال جراحة المخ والأعصاب. حصلت على عدة براءات اختراع في عدة مجالات طبية.

## نشاتها ودراستها
وُلدت سامية ميمني بالمملكة العربية السعودية. كان والدها عبد الرحيم ميمني قد تُوفي بسبب حادثة تسببت له في كسر في الجمجمة و تُوفي على الفور.

## اختراعاتها
فيما يلي اختراعة سامية ميميني في مجال الطب :
- جهاز الاسترخاء العصبي، وهو عبارة عن وحدات من أجهزة الكمبيوتر المحاكي، الذي من خلاله تستطيع التحكم في الأعصاب، وخاصة الأعصاب الدماغية المصابة بشلل بحيث تحركها وتشفيها.
- جهاز «الجونج»، والذي من خلاله تستطيع التحكم بالخلايا العصبية في وقت محدد.
- جهاز يحمل اسم Mars يكشف عن حالات السرطان في وقت مبكر، والذي يستطيع الكشف عن مرض السرطان في المراحل الأولى من الإصابة.

وقد حصلت جميع اختراعتها على براءات الاختراع من المجلس الطبي الأمريكي.

## الوفاة
وفقاً لتقارير شرطة ولاية كاليفورنيا الأمريكية؛ فإن العالمة الشابة وُجدت مقتولة خنقاً في شُقتها في 20 أكتوبر 1997، ووُجدت جثتها داخل ثلاجة «سيارة تبريد» مُعطلة عن العمل في الشارع. تم القبض على حارس العمارة التي كانت تقيم فيها الضحية عن طريق البصمات التي يتم رفعها من موقع الجريمة، كما أشار ملف القضية، وحُكم عليه بالسجن المؤبد برغم أن المتهم استمر حتى عقب صدور الحكم ينفي علاقته بالجريمة. في شقة سامية ميمني، اختفى جميع الأثاث والأبحاث الطبية وبراءات الاختراع الخاصة بها، إضافة لكل ما تملكه من مال ومصوغات.